# Metoda opcji
Metoda opcji (także: metoda Son-Rise, metoda Kaufmann’ów, ang. The Son-Rise Programm) – jedna z mniej popularnych intensywnych metod terapeutycznych stosowanych w toku terapii autyzmu i zaburzeń z jego spektrum, zespołu Aspergera, PDD, jak również innych trudności rozwojowych, nauczana w Amerykańskim Centrum Terapii Autyzmu w Sheffield (Massachusetts). Podwaliną metody jest wiara w potencjał własnego dziecka i jego bezwarunkowa akceptacja, niezależnie od tego, jakie zachowania są przez dane dziecko prezentowane.
Twórcami metody od 1994 byli Barry i Suzi Kaufman, którzy wyszki od poszukiwań metod leczenia własnego syna, Rauna. Mottem metody jest kochać kogoś to znaczy być z nim szczęśliwym. Metoda łączy w sobie terapię z filozofią opracowania własnego, domowego programu terapeutycznego skoncentrowanego na dziecku. Zakłada, że najlepszym źródłem wiedzy i informacji dla dziecka są rodzice, co sprawia, że jest ukierunkowany również na nich. Rodzice są nauczani konkretnych technik i narzędzi, po to, by stać się najlepszymi nauczycielami dla swoich dzieci. 
Metoda bazuje na ośmiu głównych założeniach:
1. Bądź kochający i akceptujący (miłość do dziecka takiego, jakim jest, a nie jakim powinno by być).
2. Nie osądzaj i nie oceniaj zachowań dziecka (brak etykietowania i oceniania zachowań).
3. Energia, emocje, entuzjazm, czyli 3c (całkowite zaangażowanie i entuzjazm dla działań).
4. Jesteśmy szczęśliwym detektywem (ciągłe wnikliwe obserwowanie dziecka celem zrozumienia jego zachowań).
5. Jesteśmy obecni tu i teraz (koncentracja na chwili obecnej bez obaw o przyszłość i przeszłość).
6. Jesteśmy wdzięczni za wszystkie dokonania dziecka (bez względu na postęp należy być zadowolonym z każdej interakcji).
7. Uwierz w swoje dziecko (wiara w możliwości dziecka, inspiracja do przełamywania ograniczeń).
8. Jesteśmy bardzo elastyczni (podążanie za dzieckiem, odrzucanie nieefektywnych metod, pogłębianie efektywnych)[2].

Metoda jest trudnym sposobem realizowania terapii opartej na relacji z drugą osobą. Nawet osoby spoza grona zwolenników wskazują, że niektóre elementy warto wykorzystywać w zakresie wspomagania innych metod terapeutycznych w spektrum autyzmu, a uwagi na kluczowe w tej chorobie ukierunkowanie na relacje.
W Polsce metoda została rozpropagowana dzięki fundacji Być Bliżej Siebie.